# Abu-l-Abbàs Àhmad (I)
Abu-l-Abbàs Àhmad (I) fou emir hàfsida del 1346 al 1347, fill i successor d'Abu-Yahya Abu-Bakr (II).
El seu pare havia encarregat vigilar i garantir la successió al seu gendre, Abu-l-Hàssan, emir marínida de Fes. Però al cap d'uns mesos de govern un germà de l'emir, Abu-Hafs ibn Abi-Bakr, el va assassinar i es va proclamar al seu lloc. Abu-l-Hàssan, al·legant l'encàrrec i la venjança, no va trigar a marxar a Ifríqiya amb un exèrcit el mateix 1347 i va ocupar el país gairebé sense resistència.